# Walter Goldschmidt
Walter Goldschmidt (* 16. März 1917 in Wien; † 26. Februar 1986 in Graz) war ein österreichischer Kapellmeister und Komponist.

## Ausbildung
Goldschmidt begann sein Studium an der Akademie für Musik und Darstellende Kunst in Wien bereits im Studienjahr 1933/34, darunter in den Fächern Pauke, allgemeine Musiklehre und Klavier. Weitere Fächer wie Fagott, Musiktheorie und Kapellmeisterschule folgten. Seine Lehrer waren u. a. bei R. Stöhr und F. Hartmann (Theorie), M. Springer und G. Donath (Komposition), K. Böhm und L. Reichwein (Dirigieren) sowie bei R. Lach und A. Orel (Musikwissenschaft).

## Wirken
Goldschmidt war zunächst kurz an der Volksoper Wien tätig, wechselte jedoch schon 1945 als Kapellmeister und Studienleiter an die Vereinigten Bühnen in Graz, 1954 wechselte er nach Karlsruhe, 1957 ans Stadttheater Bern  als 1. Kapellmeister der Operette für die Spielzeiten 1957/58 und 1958/59 und zeichnete insbesondere für folgende Produktionen verantwortlich:
- Saison 1957/58
  - Gasparone (Carl Millöcker, Premiere 15. November 1957)
  - Der Opernball (Richard Heuberger, 31. Dezember 1957)
  - Die Kaiserin (Leo Fall, 9. Februar 1958)
  - Hochzeitsnacht im Paradies (Friedrich Schröder, 22. März 1958)

- Saison 1958/59
  - Gräfin Mariza (Emmerich Kálmán, 14. September 1958)
  - Der Zigeunerbaron (Johann Strauss, 11. Oktober 1958)
  - Die lustige Witwe (Franz Lehár, 31. Dezember 1958)
  - Die Walzerkönigin (Ludwig Schmidseder, 25. Januar 1959)
  - Axel an der Himmelstür (Ralph Benatzky, 2. Mai 1959)

1959 war er bei der Inszenierung von Volpone am Atelier-Theater in Bern für die Musik (Komposition Bühnenmusik?) verantwortlich: Diese Produktion ist auch der einzige in der Schweizerischen Theatersammlung gelistete Nachweis für einen Auftritt von Erika Goldschmidt (als Erika Killer, seiner zweiten Ehegattin) in der Schweiz. Das Stück hatte am 21. Mai 1959 Premiere. Im gleichen Jahr kehrte er zu den Grazer Vereinigten Bühnen zurück, wo er bis zu seinem Tod wirkte.
Auf den Seefestspielen Mörbisch dirigierte er:
- Die ungarische Hochzeit (Nico Dostal, Festspiele 1970)
- Die Csardasfürstin (Emmerich Kálmán, 1971)
- Eine Nacht in Venedig (Johann Strauss (Sohn), 1972)
- Der Vogelhändler (Carl Zeller, 1974)
- Der Zigeunerbaron (Johann Strauss (Sohn), 1975)

1973 leitete er eine große USA-Kanada Tournee, gefolgt von einer weiteren Kanada-Tournee im Jahre 1976.
Am 2. Mai 1975 leitete Goldschmidt im Großen Saal des Wiener Konzerthauses das Orchester der Wiener Symphoniker mit „Werken von Johann Strauß“ (Veranstalter: Kulturamt der Stadt Wien, Theater der Jugend), aber auch das Wiener Johann Strauss Orchester.
Nicht zu vergessen sind die Operettenfestwochen in Innsbruck mit seiner Teilnahme im Rahmen des „Tiroler Sommers“ 1978 und 1979.
Für das Theater am Stadtgarten in Winterthur dirigierte er Viktoria und ihr Husar (Paul Abraham, Premiere: 9. März 1984).

## Privates
Goldschmidt war verheiratet und hatte eine Tochter (* 1952) sowie zwei Söhne, Matti Goldschmidt (* 1951) und Lukas Goldschmidt (* 1965).

## Ehrungen
- Kulturpreis des Landes Steiermark 1984  (namentlich der Joseph-Marx-Musikpreis mit einem Förderungsbeitrag von öS 50.000,-) auf Vorschlag von Carl Nemeth, Intendant des Grazer Opernhauses, verliehen am 6. März 1985 im Weißen Saal der Grazer Burg.
- In Graz erinnert der Name einer Gasse an ihn.

## Veröffentlichungen (in Auswahl)
Auf Schallplatte
- Viennese Nights mit dem Graz Philharmonic Orchestra
- Johann Strauss (gemeinsam mit Gustav Cerny)

Auf CD:
- Der Graf von Luxemburg (großer Querschnitt) von Franz Lehár mit Lilian Sukis, Helga Papouschek, Eberhard Wächter und dem Symphonieorchester Graunke, 1993, Philips

Auf DVD:
- Der Graf von Luxemburg von Franz Lehár mit dem Symphonieorchester Graunke, 2007, Universal Music Classics & Jazz